# Třebětín
Třebětín (en allemand : Trebietin) est une commune du district de Kutná Hora, dans la région de Bohême-Centrale, en République tchèque. Sa population s'élevait à 111 habitants en 2020.

## Géographie
Třebětín se trouve à 9 km au nord de Ledeč nad Sázavou, à 21 km au sud de Kutná Hora et à 69 km à l'est-sud-est de Prague.
La commune est limitée par Bludov et Červené Janovice au nord, par Petrovice I et Dobrovítov à l'est, par Ledeč nad Sázavou au sud, et par Bělá et Bohdaneč à l'ouest.

## Histoire
La première mention écrite de la localité date de 1352.

## Administration
La commune se compose de trois quartiers :
- Třebětín
- Hostkovice
- Víckovice